# Clemens Ivanschitz
Clemens Ivanschitz (* 16. Juli 1980) ist ein ehemaliger österreichischer Fußballspieler, sowie Musiker und Taubenzüchter. 

## Fußball
Ivanschitz begann seine Karriere als Fußballer als Jugendspieler beim ASK Baumgarten. Nach einigen Saisonen beim SV Rohrbach zog es ihn wieder zurück zu seinem Jugendverein Baumgarten. 2005 – nachdem er mit 35 Treffern Torschützenkönig der Burgenlandliga 2004/05 geworden war – unterschrieb er schließlich beim burgenländischen Erstligaverein SV Mattersburg, kam in der Kampfmannschaft jedoch nur zu sechs Kurzeinsätzen und verließ den Verein nach Saisonende wieder. Nach einem Gastspiel in Ritzing und Neusiedl (Regionalliga Ost) wechselte er zur Saison 2007/08 wieder zu seinem Jugendverein ASK Baumgarten (ebenfalls Regionalliga Ost). Dort blieb er jedoch wieder nur eine halbe Saison, um im Jänner 2008 von der dritthöchsten in die sechsthöchste Spielklasse Österreichs zum SC Apetlon in die 1. Klasse Nord (Burgenland) zu wechseln. In der Saison 2010/11 spielte er für den SV Wulkaprodersdorf. Seit 2011/12 steht Ivanschitz im Kader des ASK Kobersdorf, mit dem er in der Saison 2011/12 Herbstmeister wurde.

## Musik
Neben seiner Tätigkeit als Fußballer ist er auch als MC, Rapper und Produzent der burgenländischen HipHop-Band Hörspielcrew aktiv. Mit Thomas Leitgeb und Julian Schneeberger von Garish gründete er 2007 die Band Auf Pomali. Im Oktober kam ihr erstes Album „So mir nix dir nix“ auf den Markt, die erste Single trug den Titel Es glitzert.

## Taubenzucht
Seit den frühen 1990er Jahren ist Ivanschitz in der Taubenzucht (im Speziellen: Brieftauben) tätig. Angefangen hatte es, als er als Zwölfjähriger eine verletzte Taube gefunden hatte und diese zusammen mit seinem Vater gesund pflegen wollte, was jedoch nicht gelang. Aufgrund seiner Bestürzung über das Ableben der Taube erhielt er von seinen Eltern ein Taubenpärchen geschenkt und meldete sich mit seinem Vater beim Zuchtverein Rosalia in Wiener Neustadt an. Mit aktuell (Stand: 2018) rund 200 Brieftauben nimmt Ivanschitz auch regelmäßig an internationalen Wettbewerben teil. So wurde er unter anderem bei den FCI European Championships in Portugal Europameister im Bereich „Ace Pigeon“, wobei eine seiner Tauben beim Finalflug für eine Strecke von 340 Kilometern drei Stunden und 40 Minuten benötigte. Neben der Teilnahme an internationalen Wettbewerben nimmt er auch an rund zwölf nationalen Wettbewerben teil.

## Familie
Sein drei Jahre jüngerer Bruder Andreas (* 1983) war Kapitän der österreichischen Fußballnationalmannschaft, sein älterer Bruder Martin (* 1975) war einst ebenfalls im Profifußball aktiv und ist heute Sportmediziner und ihr Vater Ewald (1953–2014) war Musiker und Musikpädagoge.